# Krystyna Kondratiuk

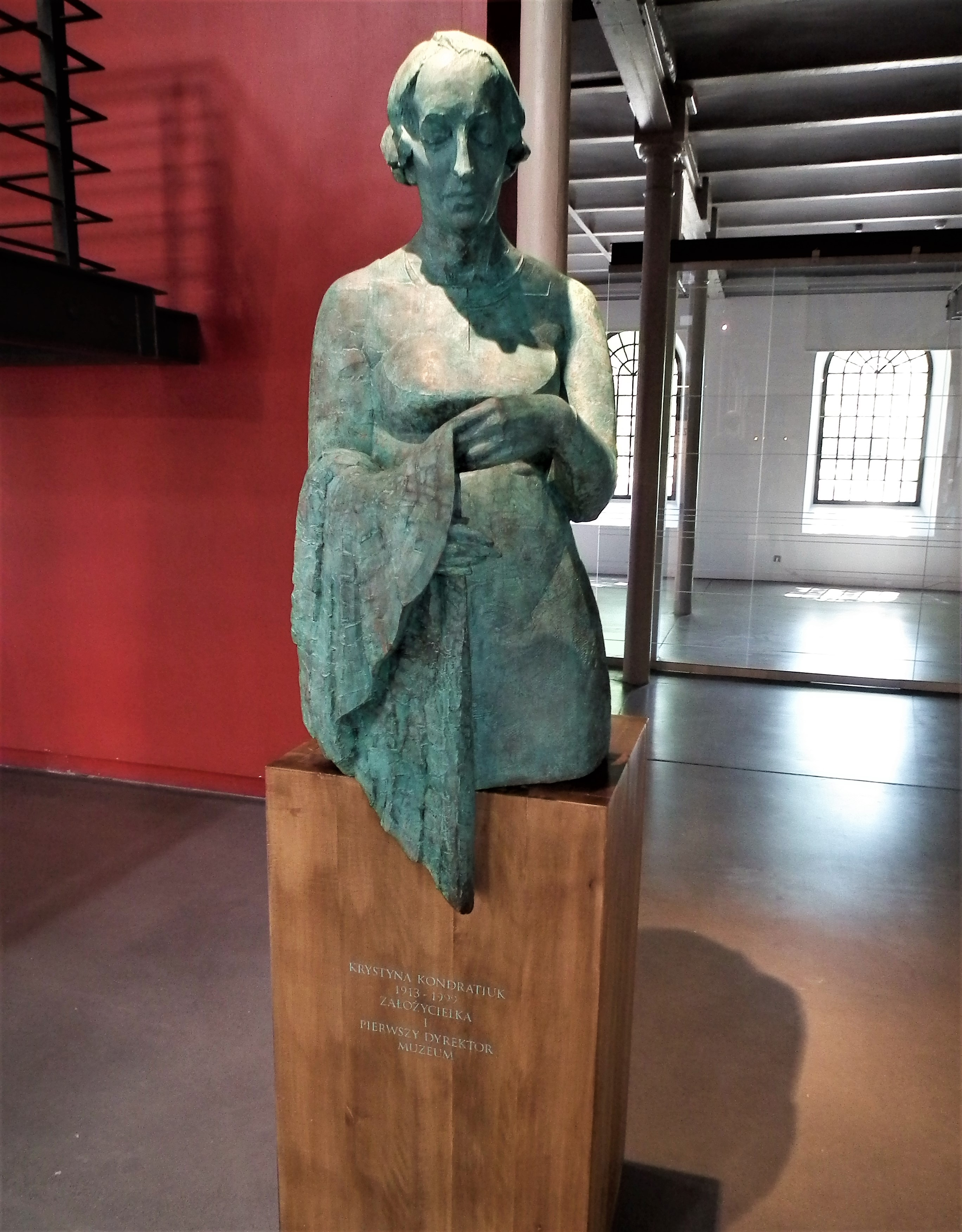
Rzeźba upamiętniająca Krystynę Kondratiuk w Centralnym Muzeum Włókiennictwa

Krystyna Kondratiuk (ur. 1 grudnia 1913 w Łodzi, zm. 1 maja 1999 tamże) – polska historyczka sztuki, kustoszka i muzealniczka, instruktorka tkactwa. Założycielka Działu Tkactwa w Muzeum Sztuki w Łodzi, z którego powstało Centralne Muzeum Włókiennictwa w Łodzi. Pierwsza dyrektorka tego muzeum w latach 1960–1976. 
Zarówno w publikacjach, jak i potocznym użyciu występuje zamiennie jako Krystyna Kondratiukowa lub Krystyna Kondratiuk.

## Życiorys
Urodziła się w Łodzi. Jej ojciec był miejscowym tkaczem. Ukończyła szkołę powszechną i nie mając dwudziestu lat rozpoczęła pracę w Fabryce Scheiblera. Następnie pracowała w Szkole Włókienniczej. W latach 30. przeprowadziła się do Białegostoku, gdzie pracowała jako instruktorka tkactwa. W międzyczasie w 1936 przyszedł na świat jej syn Andrzej. W czasie II wojny światowej została wywieziona do Kazachstanu, tam przyszedł na świat jej drugi syn Janusz.
Po wojnie udało się jej wrócić wraz z rodziną do Łodzi. W 1946 rozpoczęła studia z historii sztuki o specjalności muzeologicznej na Uniwersytecie Łódzkim, dyplom uzyskała w 1952. Po ukończeniu studiów rozpoczęła pracę w Muzeum Sztuki w Łodzi, gdzie utworzyła Dział Tkactwa Artystycznego. W 1959 dzięki sukcesom Dział Tkactwa stał się Oddziałem Muzeum Sztuki w Łodzi, a w 1960 samodzielną placówką – Centralnym Muzeum Włókiennictwa. Krystyna Kondratiuk w latach 60. wpadła na pomysł zorganizowania w łódzkim muzeum Ogólnopolskiego Triennale Tkaniny Przemysłowej i Unikatowej. Pomysł ten udało się zrealizować dopiero w 1972 roku. Już trzy lata później w Łodzi miało miejsce Międzynarodowe Triennale Tkaniny Przemysłowej i Unikatowej. Odegrała wielką rolę w kulturze łódzkiej, wypromowała na świecie tkaninę artystyczną. Przeszła na emeryturę w 1976 roku.

## Wybrane publikacje polskojęzyczne
- O badaniach tkactwa opoczyńskiego; Krystyna Kondtariuk, Sprawozdania z Czynności i Posiedzeń – Łódzkie Towarzystwo Naukowe, R.8:1953, nr 6
- Ludowe tkactwo opoczyńskie; Krystyna Kondtatiuk; Łódzkie Towarzystwo Naukowe, Zakład Narodowy imienia Ossolińskich, Wrocław 1958.
- Współczesna polska tkanina artystyczna: lipiec–sierpień 1962, Katalog wystawy; Krystyna Kondratiuk; Rajmund Pietkiewicz; Zygmunt Szymczak; Biuro Wystaw Artystycznych, Sopot 1962.
- Gobelin i kobierzec polski, 1962–1966: lipiec–sierpień 1966; Krystyna Kondratiuk; Muzeum Historii Włókiennictwa, Biuro Wystaw Artystycznych w Sopocie; Łódź-Sopot 1966.
- Polska tkanina awangardowa: Poznań – Arsenał, grudzień 1969 – styczeń 1970; Krystyna Kondratiuk; Biuro Wystaw Artystycznych „Arsenał” (Poznań); 1969.
- Eleonora Plutyńska i jej idee; Krystyna Kondratiuk; Muzeum Historii Włókiennictwa, Łódź 1974.

## Życie prywatne
Była matką reżyserów – Andrzeja Kondratiuka i Janusza Kondratiuka.